# Nini von Quast
Nini von Quast (*  1965) ist eine deutsche Schauspielerin, Hörspiel- und Synchronsprecherin.

## Leben
Nini von Quast wurde 1965 geboren. Sie ist die Tochter von Veronika von Quast und Schwester von Philipp von Quast.
1984 hatte Quast in dem Fernsehfilm Klein, aber mein! ihren ersten Auftritt. 1987 hatte sie ihre erste Rolle in der Fernsehserie Kontakt bitte…. 1987 bis 1988 erhielt sie in der Fernsehserie Zur Freiheit erstmals eine wiederkehrende Rolle. 1993 synchronisierte sie den Film Der Tanz des Dschinghis Cohn.

## Filmografie (Auswahl)
- 1984: Klein, aber mein! (Fernsehfilm)
- 1985: Der Onkel Pepi (Komödienstadel: Der Onkel Pepi, Fernsehfilm)
- 1985: Die Küken kommen
- 1985: Rauhnacht (Fernsehfilm)
- 1986: Ein langes Wochenende (Fernsehfilm)
- 1986: Wie treu ist Nik?
- 1987: Kontakt bitte… (Fernsehserie, eine Folge)
- 1987–1988: Zur Freiheit (Fernsehserie, 7 Folgen)
- 1988: Verkehrsgericht (Fernsehserie, eine Folge)
- 1988: Die Nacht des Marders
- 1989: Josef Filser (Fernsehserie)
- 1990: Heidi und Erni (Fernsehserie, eine Folge)
- 1992–1994: Der Bergdoktor (Fernsehserie, 5 Folgen)
- 1993: Rußige Zeiten (Russige Zeiten, Fernsehserie, eine Folge)
- 1993: Der Fahnder (Fernsehserie, eine Folge)
- 1994: Herbert & Schnipsi (Fernsehserie, eine Folge)
- 1994: Lutz & Hardy (Fernsehserie, eine Folge)
- 1996–1997: Chiemgauer Volkstheater (Fernsehserie, 5 Folgen)
  - 1996: Der Paradebayer
  - 1996: Die bayerische Miss Marple
  - 1996: Der Ehestreik
  - 1996: Frau Sonnenschein
  - 1997: Warmes Herz und kalte Grüße[2]
- 1997: Derrick (Fernsehserie, Folge 267)[3]

## Hörspiele (Auswahl)
- 1990: Petra Fuchs: Tumult (Junges Mädchen) – Regie: Ulrich Gerhardt (Hörspiel – BR)
- 1992–94: Wer ist der Täter? Kriminalfälle zum Mitraten – Regie: Erwin Weigel (Original-Hörspiel, Kurzhörspiel, Kriminalhörspiel, Rätselsendung – BR)
  - 1992: Martina Boette-Sonner, Franz-Maria Sonner: Folge: Lärm (Rita Buschwitz)
  - 1993: Rolf A. Becker: Folge: Der letzte Tag des Lucky S. (Rosi)
  - 1994: Marina Dietz: Folge: Das verschwundene Medaillon (Lily) – Co-Regie: Franz Schindler
  - 1994: Rolf A. Becker: Folge: Urlaub im Mai (Gabi Eberl)
- 2000: Max Aub: Das Magische Labyrinth (1. Teil: Nichts geht mehr) – Bearbeitung und Regie: Ulrich Gerhardt (Hörspielbearbeitung – BR/DLR Köln/Eichborn Verlag)

Quelle: ARD-Hörspieldatenbank